# 潘承彪
潘承彪（1938年3月—），江苏苏州人，中国著名数学家，中科院院士。是著名数学家潘承洞的胞弟。 曾师从闵嗣鹤，是著名数论学家张益唐在北京大学时的研究生导师。